# Forchhammersvej
Forchhammersvej er en cirka 350 meter lang gade på Frederiksberg i København. Gaden går fra Vodroffsvej til H.C. Ørsteds Vej. Ved Forchammersvej ligger Sankt Markus Plads og Sankt Markus Kirke.
Forchhammersvej er opkaldt efter geologen og kemikeren Johan Georg Forchhammer (1794-1865).

## Historie
- 1903 – Det første danske kollektivhus indvies på hjørnet af Forchhammersvej og Sankt Markus Plads.
- 1944 – Under ildkamp med Gestapo blev Robert Jensen og Thorkild Tronbjerg dræbt på organisationen Dansk-Svensk Flygtningetjenestes illegale postkontor på Forchhammersvej 7.

## Kendte bygninger og beboere
- Nr. 4-6 – Centralbygning tegnet af Jens Christian Kofoed og bygget 1903-05.
- Nr. 12A – Sankt Markus Kirke opført 1900-1902.
- Nr. 12-16 – Beboelsesejendomme tegnet av Andreas Clemmensen med tydelig engelsk indflydelse.
- Nr. 18 – Det danske Selskabs Skole tegnet af Martin Borch og bygget 1899-1900.
- Nr. 20 – Forhenværende overrabbiner Bent Melchior voksede her op på i en lejlighed, efter at familien pga. nazismen var vendt tilbage til Danmark fra Beuthen i Schlesien 1933.
- Nr. 5 – Skuespilleren Peter Malberg flyttede i 1920'erne ind i en lejlighed, som blev hans hjemsted i en del år fremover.
- Nr. 23 – Beboelsesejendomme tegnet af Christian Mandrup-Poulsen og bygget 1902.

- Rundt 1900 havde Kjøbenhavns Boldklub en græsbane på Forchhammersvej.

## Forchhammersvej i film
- Sidste stop Forchhammersvej er en dokumentarfilm instrueret af Christian Vorting.
- Sankt Markus Kirke var 2003 lokation i dogmefilmen Se til venstre, der er en Svensker.[1]
- Forchhammersvej er med i filmen "Sjov i gaden" med Dirch Passer fra 1969 Arkiveret 3. juli 2020 hos  Wayback Machine. I filmen skal Dirch Passer besøge lille Winnies tante Anna på Forchhammersvej nr. 9, på Frederiksberg. Dette vanskeliggøres dog, da nr. 9 slet ikke eksisterer.